# Massacre na Stoneman Douglas High School
O Massacre na Stoneman Douglas High School também chamado como O Tiroteio de Parkland (Parkland Shooting) foi um assassinato em massa que ocorreu em Parkland, na Flórida, na escola de ensino médio Marjory Stoneman Douglas High School, localizada na Região Metropolitana do Sul da Flórida em 14 de fevereiro de 2018. 17 pessoas foram mortas, o que fez o tiroteio ser o massacre mais mortal em uma escola de ensino médio nos Estados Unidos. 
Nikolas Jacob Cruz foi preso logo depois do evento e confessou o crime, tendo sido condenado à prisão perpétua em outubro de 2022.  Ele era um homem branco considerado um incel (celibatário involuntário), antissemita e racista.
Meses antes do massacre, em setembro de 2017, foi relatado ao FBI que Nikolas Cruz havia feito postagens em redes sociais afirmando que tinha o desejo de usar sua AR-15 numa escola. Em janeiro de 2018, um mês antes do atentado, o FBI recebeu outra informação de que Cruz havia feito ameaças de morte, no entanto, devido a um erro, o escritório policial de Miami não foi notificado da informação.

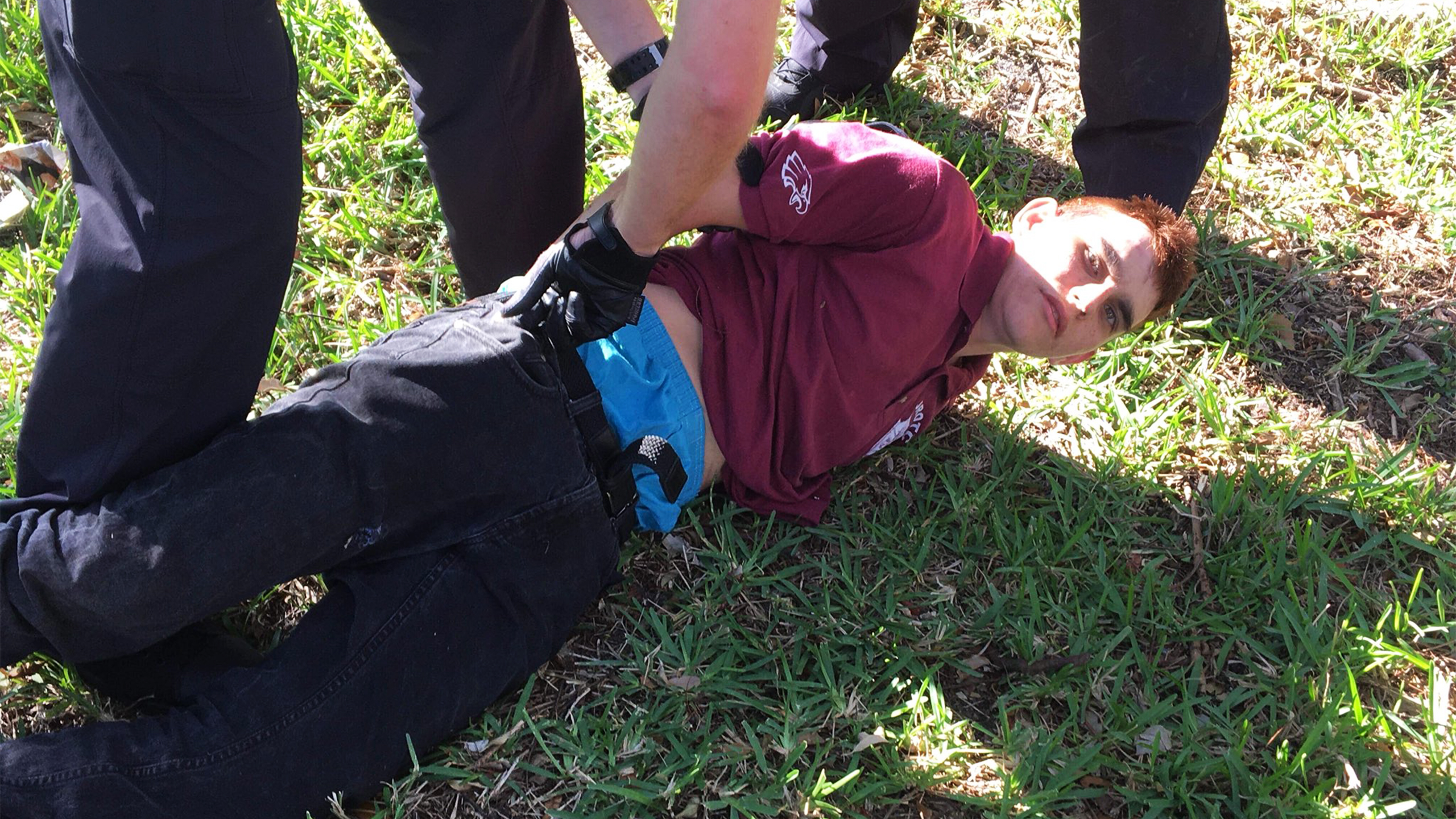
Momento da prisão do atirador

## Tiroteio
O tiroteio ocorreu na tarde de 14 de fevereiro de 2018, na escola de ensino médio Marjory Stoneman Douglas High School, em Parkland, na Flórida. Nikolas Cruz pegou um Uber e chegou à escola às 14:19 EST, carregando uma mochila e uma bolsa grande.
Cruz entrou no edifício do primeiro ano do ensino médio, um prédio de três andares com 30 salas ocupadas por 900 estudantes e 30 professores. Em seguida, ativou os alarmes enquanto estava armado com o fuzil Smith & Wesson M&P15 e várias munições, dando início ao tiroteio indiscriminado contra estudantes e professores. O fuzil foi adquirido de forma legal em uma loja de armas próxima à cidade de Coral Springs, em fevereiro de 2017. Aproximadamente às 14:21, próximo ao horário do intervalo, membros da equipe escolar ouviram os tiros e ativaram o "código vermelho".
O tiroteio durou seis minutos, após Cruz descartar sua arma e abandonar a cena do crime correndo junto com os estudantes. O atirador dirigiu-se ao Walmart, onde comprou refrigerante na filial do Subway presente no hipermercado. Após isso, dirigiu-se ao McDonald's e saiu às 15:01. Cerca de 15:40, foi parado por um oficial de policia de Coconut Creek  na 4700 Wyndham Lakes Drive, em Coral Springs, e levado sob custódia, uma vez que as câmeras de segurança da escola haviam flagrado Cruz como o autor do ataque. 

## Vítimas
Quatorze estudantes e três membros da equipe escolar foram mortos e outros ficaram feridos, incluindo pelo menos 17 que foram levados ao hospital. No dia seguinte, três vítimas hospitalizadas continuavam em estado grave. Dentre as vítimas, doze morreram dentro da escola, duas morreram fora da área da escola, uma morreu na rua e duas no hospital. As vítimas foram:
- Alyssa Alhadeff, 14
- Scott Beigel, 35
- Martin Duque, 14
- Nicholas Dworet, 17
- Aaron Feis, 37
- Jaime Guttenberg, 14
- Chris Hixon, 49
- Luke Hoyer, 15
- Cara Loughran, 14
- Gina Montalto, 14
- Joaquin Oliver, 17
- Alaina Petty, 14
- Meadow Pollack, 18
- Helena Ramsay, 17
- Alex Schachter, 14
- Carmen Schentrup, 16
- Peter Wang, 15

Scott Beigel, professor de geografia da escola, morreu após receber um tiro depois de abrir a porta para que os estudantes pudessem se esconder; alguns estudantes sobreviveram, pois o atirador não entrou na sala. Aaron Feis, um assistente da equipe de futebol e segurança escola, morreu após levar tiros ao proteger dois estudantes. Chris Hixon, diretor de atividades físicas da escola, foi morto após correr em direção ao som dos tiros. Peter Wang, de quinze anos, visto pela última vez com um uniforme do programa Junior Reserve Officers' Training Corps (JROTC), manteve as portas abertas para que os estudantes pudessem sair mais rapidamente. Wang foi chamado de herói e inúmeras pessoas compareceram ao seu enterro com honras militares.

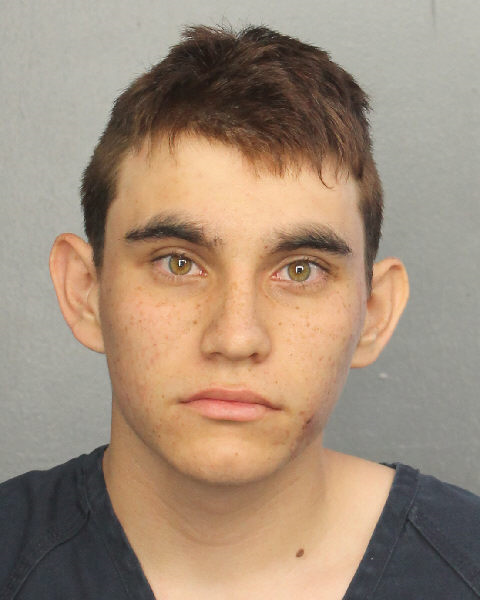
Mugshot de Cruz no Broward County Sheriff's Office

## Perfil do crimonoso
Nikolas Cruz era um homem branco considerado um incel (celibatário involuntário), antissemita e racista. Foi chamado de herói incel ("incel hero") ou "Santo Nikolas" por ter cometido seus assassinatos no dia dos namorados, dentre outros motivos.
Quando cometeu o massacre, Nikolas Jacob Cruz, então com 19 anos, era um ex-aluno da escola. Seu antigo professor de matemática informou que um e-mail da administração escolar havia circulado entre os professores alertando que Cruz havia feito ameaças contra outros estudantes. Com isto, Cruz foi proibido de usar mochila no campus. Tempos depois, foi expulso por razões disciplinares.
Cruz nasceu em 24 de setembro de 1998, em Margate, na Flórida e foi adotado aos dois anos de idade. Seu pai adotivo morreu quando Cruz era uma criança e sua mãe adotiva morreu aos 68 anos de idade em novembro de 2017. Cruz viveu com parentes e amigos desde a morte de seus pais e recebia tratamento para saúde mental, mas parou de comparecer às sessões.
Cruz era membro do programa militar Junior Reserve Officer Training Corps (JROTC) e recebeu diversos prêmios devido ao seu desempenho excepcional no programa. Ele era membro do time colegial de arma de ar comprimido. Um ex-colega de classe disse que Cruz tinha problemas com raiva e fazia piadas sobre armas e violência, incluindo tiroteios em estabelecimentos. Em 2016, um aluno descreveu Cruz como uma pessoa super estressada e que falava de armas a todo momento e escondia o rosto. Um outro estudante disse: "eu acho que todo mundo tinha em mente que se alguém fizesse isso, seria ele". Um ex-colega disse que Cruz contou a ele como foi expulso de duas escolas particulares, suas aspirações para ser militar e como gostava de caça. Cruz gabou-se de matar animais.
O xerife Scott Israel, do Condado de Broward, descreveu os perfis de redes sociais de Cruz como completamente perturbadores. As redes sociais continham numerosas fotografias de armas, facas longas, espingardas, pistolas e armas airsoft. O Departamento de Crianças e Famílias da Flórida investigou Cruz em setembro de 2016, devido às postagens do suspeito no Snapchat sobre automutilação e o desejo de comprar uma arma. Investigadores relataram que Cruz era autista e que tinha depressão e transtorno do déficit de atenção com hiperatividade, afirmando, no entanto, que ele não estava em risco. Vídeos do canal do YouTube de Cruz continham ameaças graves de violência, tais como "eu quero morrer lutando e matando muitas pessoas", ameaças contra os oficiais de polícia de Antifa e uma admiração pelo Massacre da Universidade de Texas. Em 24 de setembro de 2017, deixou um comentário em um vídeo de outro usuário, afirmando que se tornaria um atirador profissional, o que levou o usuário a denunciá-lo ao FBI. De acordo com o agente do FBI, Robert Lasky, a instituição foi incapaz de identificar o comentário mesmo após investigar o banco de dados da rede.
A polícia disse que Cruz seguia um viés extremista nas redes sociais, criando uma ligação do suspeito com ideias racistas e insultos relacionados a muçulmanos. Em um grupo privado do Instagram, utilizou a frase "Murica (emoji da bandeira americana) (emoji da águia) great" para expressar o forte patriotismo pelos Estados Unidos. Suas mensagens apoiavam o assassínio de mexicanos, negros e homossexuais. De acordo com a CNN, Cruz disse que o seu ódio por pessoas era simplesmente devido a suas cores, referenciando mulheres brancas em relacionamentos com parceiros negros como traidoras. Expressou, ainda, ódio pelos judeus e imigrantes.

## Prisão, julgamento e pena
Nikolas Jacob Cruz foi preso logo depois do evento e confessou o crime. 
Em 15 de fevereiro, um dia depois do massacre, durante a leitura das acusações perante a juíza Kim Theresa Mollica, Cruz foi acusado de 17 assassinatos premeditados. De acordo com o depoimento juramentado do xerife do Condado de Broward, Cruz havia confessado ser o autor do tiroteio, afirmando que carregava munições escondidas em sua mochila.
Ele se declarou culpado pelo crime na corte em 20 de outubro de 2021 e seu julgamento começou em julho de 2022, quando ele tinha 23 anos de idade. 
Foi condenado à prisão perpétua,sem direito à liberdade condicional, tendo escapado da pena de morte, o que fez o governador da Flórida, Ron DeSantis e pais de algumas vítimas lamentarem. DeSantis usou o Twitter para escrever: "a única sentença apropriada para o massacre de 17 pessoas inocentes é a pena de morte. O fato de o júri ter uma única recusa  em autorizar a sentença capital representa um erro judiciário. Minhas orações estão com as famílias Parkland. 

## Reações
Os primeiros socorros estabeleceram uma tenda de triagem fora da escola. O distrito escolar forneceu aconselhamento e apoio psicológico para estudantes e familiares. Além disso, Pam Bondi, Procuradora-Geral da Flórida, disse que os custos dos funerais e atendimentos psicológicos seriam cobertos pelo estado. Em 15 de fevereiro, cerca de três municípios da Flórida e Virgínia aumentaram a presença policial na escolas em resposta ao tiroteio. O prédio onde ocorreu o tiroteio será derrubado. Cruz foi mantido em uma cela de isolamento para que não pudesse cometer suicídio.

### Políticas
O ex-presidente dos Estados Unidos , Donald Trump, na época, ofereceu orações e condolências às famílias das vítimas, escrevendo que nenhuma criança, professor ou qualquer outra pessoa deveriam sentir insegurança nas escolas americanas. Durante um comunicado televisivo, abordou problemas de segurança escolar e problemas de saúde mental. O governador da Flórida pediu que bandeiras fossem colocadas na meia-haste do edifício local. Em seguida, Trump pediu que bandeiras fossem colocadas na meia-haste dos edifícios governamentais de todo o país. Dois dias após o atentado, Trump e sua esposa Melania fizeram uma visita de uma hora para as vítimas que estavam hospitalizadas, parabenizando fisicamente e posando para fotos com a equipe médica.
O canal BBC News caracterizou as reações políticas de republicanos como um foco nos problemas de saúde mental, esquivando do debate do controle de armas do país por ser de cunho político e por estar muito cedo. O político Paul Ryan disse que esse era o momento para voltar atrás e contar nossas bênçãos, ao invés de tomar parte de discussões políticas e lutar contra os demais. Marco Rubio, senador da Flórida, disse que a maioria das propostas sobre um controle mais rigoroso do uso de armas não impediriam esse tiroteio e nenhum dos anteriores, visto que os legisladores deveriam se concentrar na violência além das armas.
O executivo Al Hoffman Jr., publicou um e-mail enviado ao Partido Republicano da Flórida depois do tiroteio, mencionando o governador Rick Scott e o antigo governador Jeb Bush, comprometendo-se a não financiar mais grupos legislativos ou candidatos que não trabalhavam na discussão do controle mais rigoroso de armas para cidadãos. "Por quantos anos já estamos fazendo isso – tendo essas experiências de terrorismo e assassínios em massa – e há quanto tempo nada tem sido feito?", disse Hoffman. "É o fim da estrada para mim."
O grupo de segurança Alliance for Securing Democracy alegou que bots de contas da Rússia usaram o Twitter para propagar tensões por meio de comentários que apoiavam e se opunham ao controle de armas. Foi dito que demais contas ligadas à Rússia marcaram o tiroteio como um alarme falso para que o governo estadunidense possa confiscar as armas de cidadãos.

### Controle de armas
Pouco tempo depois do ataque, comentários públicos abordaram a política de armamento estadunidense. Inúmeros estudantes sobreviventes criticaram as reações, pedindo que os políticos agissem de modo correto para prevenir a morte de mais crianças em tiroteios, do que simplesmente oferecer condolências. Alguns desses estudantes exigiram maior controle de armamentos como parte da ação. Uma professora disse que houve muitos feridos, mesmo tendo feito tudo o que deveriam fazer. Ela sentiu que o governo não havia trabalhado o suficiente para manter os alunos seguros. O superintendente escolar do condado de Broward disse que agora era a hora de ter uma conversa real sobre a legislação de armamentos no país.
Scott Israel, xerife do condado de Broward, pediu aos legisladores que alterassem a Lei da Saúde Mental da Flórida para permitir que a polícia detenha e hospitalize as pessoas que fazem postagens com conteúdo perturbador em redes sociais, não caracterizando apenas como simples ameaças. "Estou falando de estar ao redor de "bombas", possivelmente falando coisas como "Eu quero ser um assassino em série", falando sobre como quer matar os demais," disse o xerife. "Tirar uma foto com arma, fuzil ou faca é algo que remotamente não nos preocupa."
Estudantes sobreviventes do atentado organizaram o movimento Never Again MSD. O grupo começou nas mídias sociais utilizando a hashtag #NeverAgain". O objetivo do movimento era pedir ações legislativas que prevenissem assassínios em massa similares no futuro. Os estudantes condenaram publicamente os legisladores dos Estados Unidos, após receberem contribuições para campanhas políticas da National Rifle Association (NRA). O movimento Never Again MSD realizou uma manifestação em 17 de fevereiro de 2018, em  Fort Lauderdale, na Flórida, com a presença de centenas de apoiadores.
Emma González, a porta-voz do movimento estudantil criado após o ataque, foi notada devido ao ardoroso discurso repreendendo orações e condolências do governo e do presidente. A associação Women's March Network planejou um protesto para de 14 de março de 2018. A marcha "March for Our Lives" planejou um protesto para 24 de março de 2018. Em 20 de abril de 2018, no aniversário do Massacre de Columbine, existirão protestos durante o dia para grupos de professores, sendo organizados por Daine Ravitch e David Berliner. Para apoiar estudantes, os protestos do dia são organizados por Lane Murdock da Ridgefield High School.

### Descuido de informações pelo FBI
Em 5 de janeiro de 2018, a central de denúncias do FBI recebeu informações de uma pessoa próxima a Cruz. Em 16 de fevereiro, dois dias após o massacre, a agência divulgou uma declaração contendo a informação detalhada. De acordo com o informativo, a pessoa efetuou a ligação e relatou a posse de armas de Cruz, seu desejo de matar pessoas, seu comportamento errático, suas postagens transtornantes em redes sociais e o potencial de conduzir um massacre escolar. Depois de conduzir uma investigação, o FBI admitiu que houve descuido com as informações por não enviá-las ao escritório policial de Miami, onde a investigação de Cruz poderia ter sido aprofundada.
Rick Scott, governador da Flórida, pediu a demissão do diretor do FBI, Christopher Wray, devido ao gerenciamento incorreto de informações que poderiam ter prevenido o tiroteio. O presidente Trump disse em sua conta do Twitter que o FBI falhou em detectar o atirador, pois estão gastando muito tempo tentando provar o conluio russo com a campanha presidencial de Trump. Tim Scott, senador da Carolina do Sul, disse que o tratamento do FBI acerca da informação do atirador demonstrava quanto tempo era gasto pelo órgão policial acerca da investigação russa.

### March for Our Lives
Após o atentado, estudantes e ativistas saíram às ruas nos Estados Unidos. Realizado em 24 de março de 2018, os protestos levaram milhares de pessoas com o intuito de exigir um controle rigoroso da comercialização bélica no país. Intitulado de March for Our Lives, o evento contou com a participação de cantores como Lady Gaga, Ariana Grande, Lin-Manuel Miranda, Ben Platt, Miley Cyrus, Jennifer Hudson, Andra Day, Common, Selena Gomez e Demi Lovato. Devido à estimativa da participação de cerca de 1,2 a 2 milhões de pessoas nos Estados Unidos, o evento é considerado um dos maiores protestos já realizados na história do país.